# Attila
Attila sau Atila (latină Attila, greacă Ἀττήλας, n. cca. 395 – d. 453) a fost cel mai puternic conducător al hunilor, domnind între anii 433–453.  Născut într-o familie nobilă, el l-a urmat la tron pe unchiul său Rugila, împreună cu fratele său Bleda. A condus Imperiul Hun care se întindea de la munții Ural la fluviul Rin și de la Dunăre la marea Baltică.
În timpul domniei sale a fost unul dintre cei mai de temut inamici ai Imperiilor Romane de Răsărit și de Apus, fiind poreclit în unele texte bisericești biciul lui Dumnezeu. El a traversat Dunărea de două ori și a jefuit în Balcani, dar nu a putut să ocupe Constantinopolul. De asemenea, el a încercat să cucerească Galia Romană (Franța modernă), traversând Rinul în 451 și mărșăluind spre Aurelianum (Orléans) înainte de a fi învins în Bătălia de pe Câmpiile Catalaunice.
Ulterior, el a invadat Italia, devastând provinciile nordice, dar nu a putut să ocupe Roma. A planificat inițierea unor noi campanii împotriva romanilor, dar a murit în 453.

## Numele
Attila mai este cunoscut și ca Attila Hunul, fiind supranumit în unele texte bisericești „Biciul lui Dumnezeu”.
Originea numelui lui Attila este neclară. Se spune că termenul de Attila provenea de la râul Volga. Alți istorici consideră că numele semnifică "conducătorul universal" în limba turcică relatată în Bulgaria Dunăreană.
Sunt multe variante în limbile moderne: Atli sau Atle în nordică, Attila/Atilla/Etele în maghiară, Etzel în germană, Attila, Atilla, Atilay ori Atila în turcă, și Adil sau Edil în kazahă ori Adil sau Edil în mongolă.

### Origini
Ar avea sensul denumirii de tată, asemănătoare cu cea din limba gotică, și unele limbi slave (vezi în rusă oтeц, pronunțat: [ateț], sau termenul probabil de origine mixtă, „ataman”, în ucraineană), existentă în maghiară, „atya”, și în nume proprii turcice ca Atatürk sau Almatî (Alma-Ata) și în denumirea de dregătorie turcă medievală „atalîk”
Un alt sens ipotetic ar fi o înrudire cu numele vechi turcic al fluviului Volga — Atyl/Atal/Atil. În cazul acesta numele ar însemna „Fluviu mare”.

### Hunii înaintea lui Attila

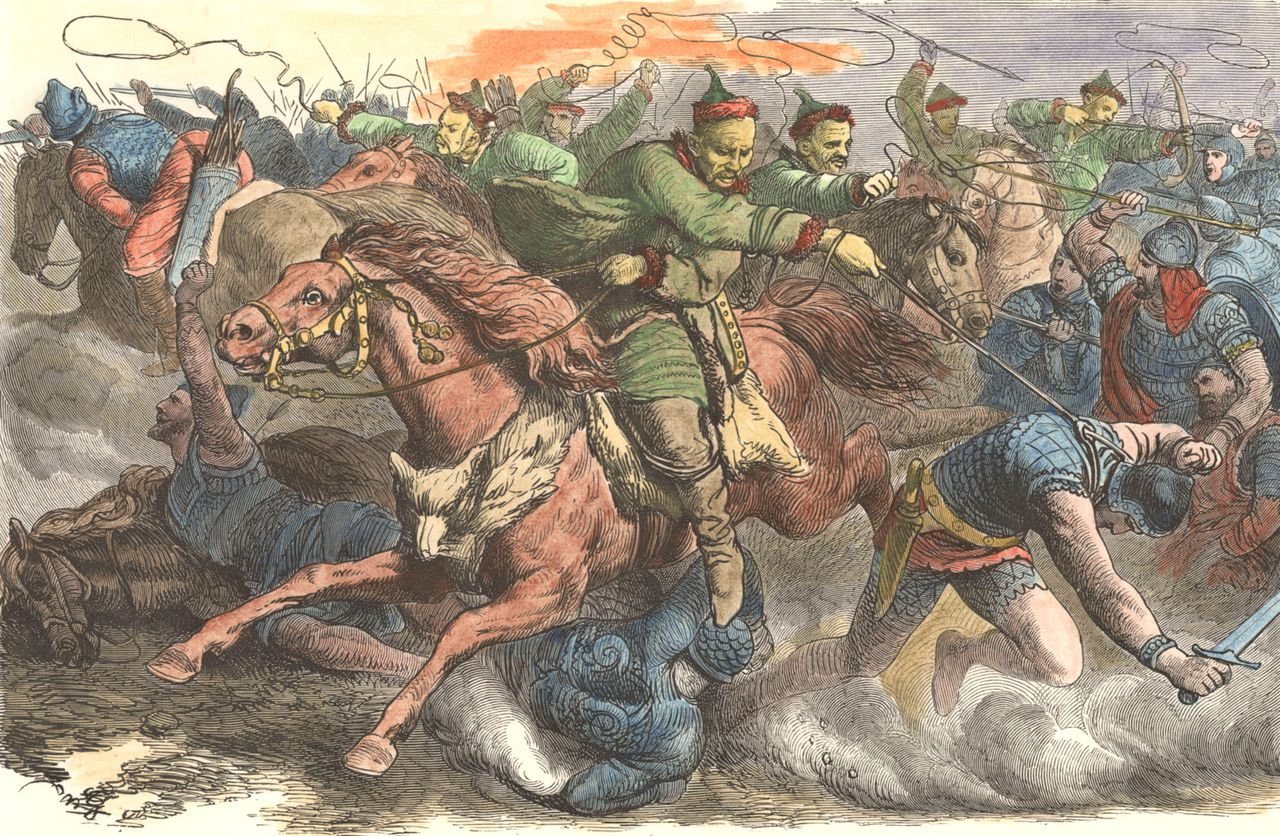
Hunii

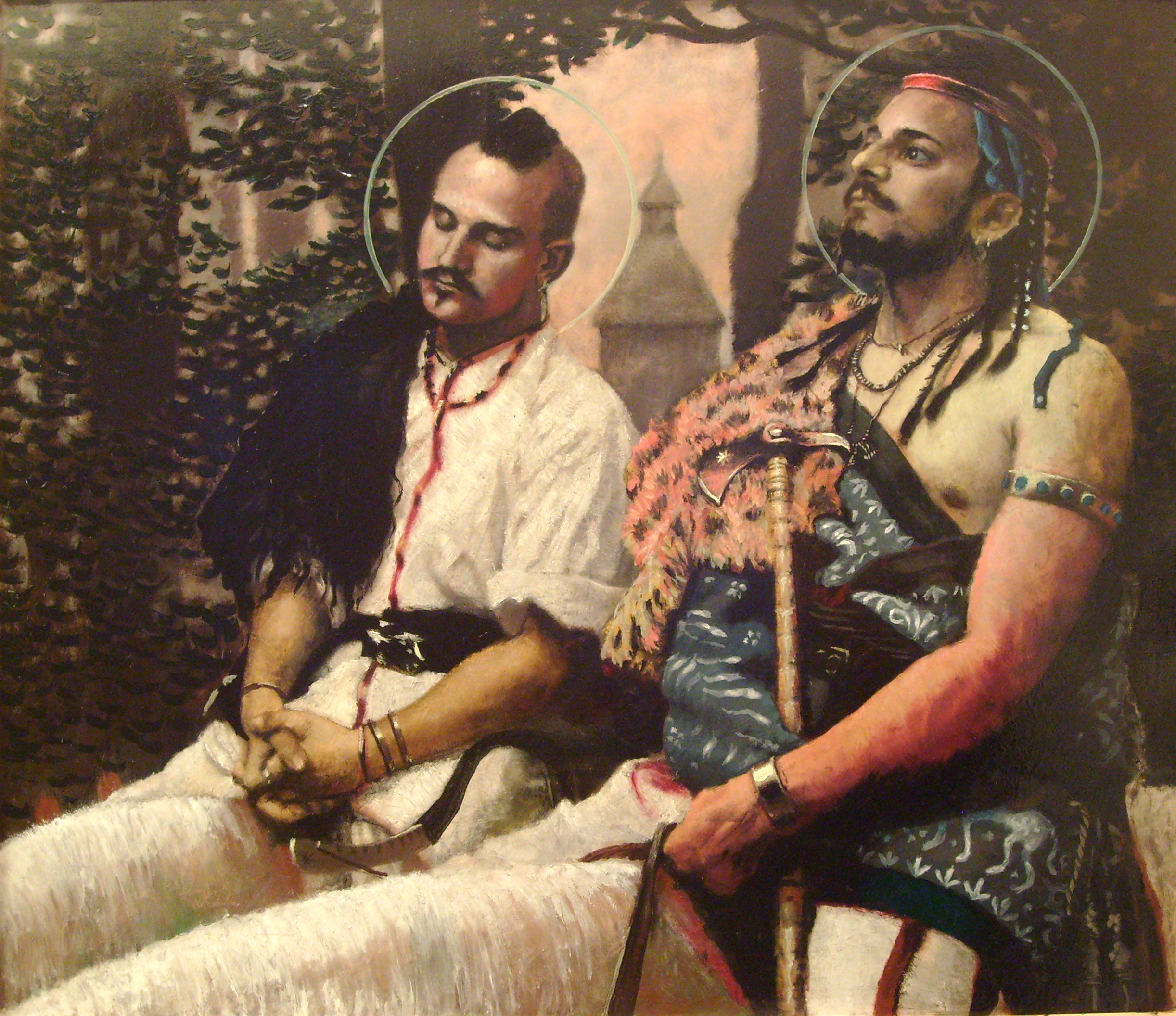
Bleda și Attila

## A doua parte a vieții

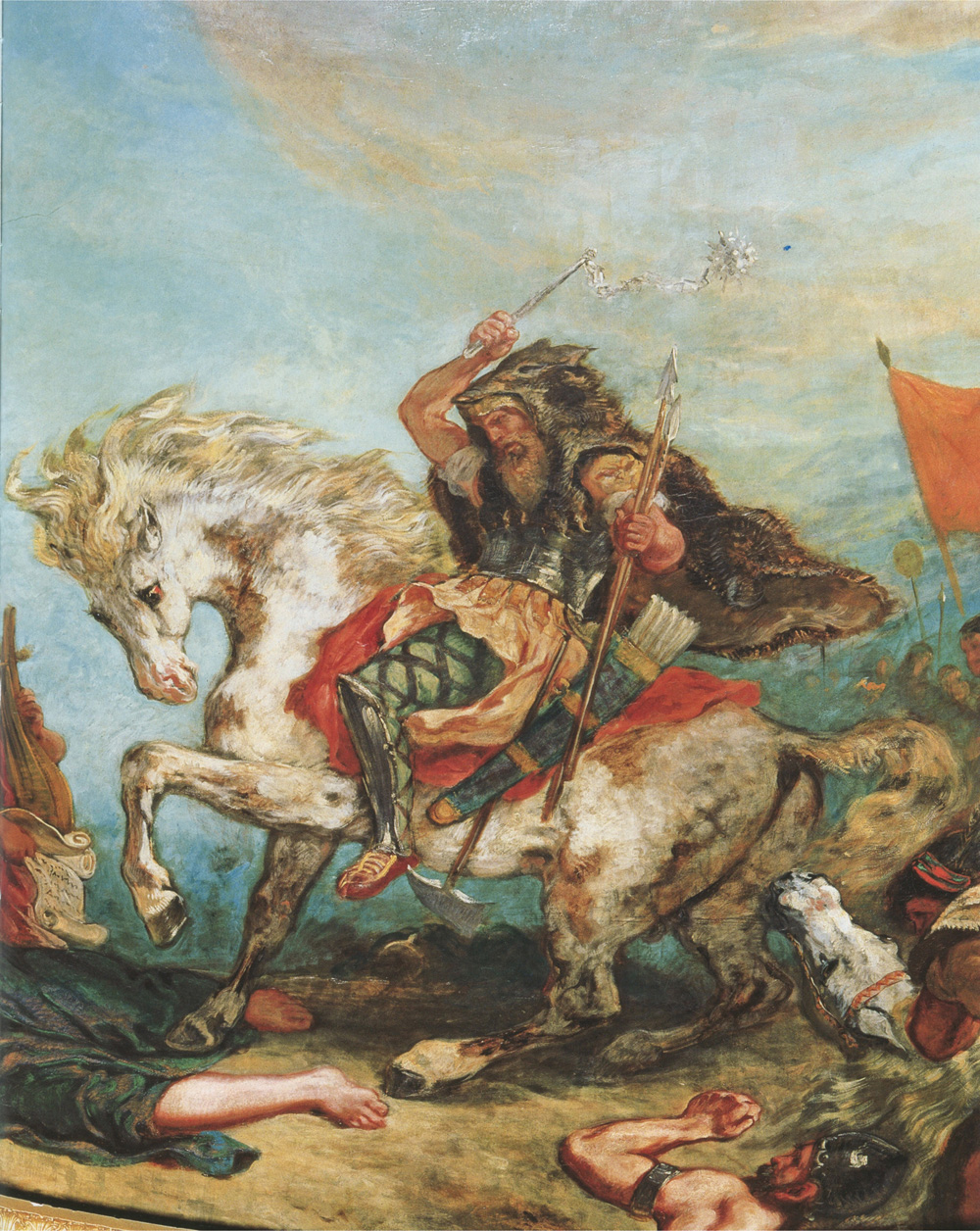
„Attila”, pictură de Eugène Delacroix, Bibliothèque, Palatul Bourbon, Paris

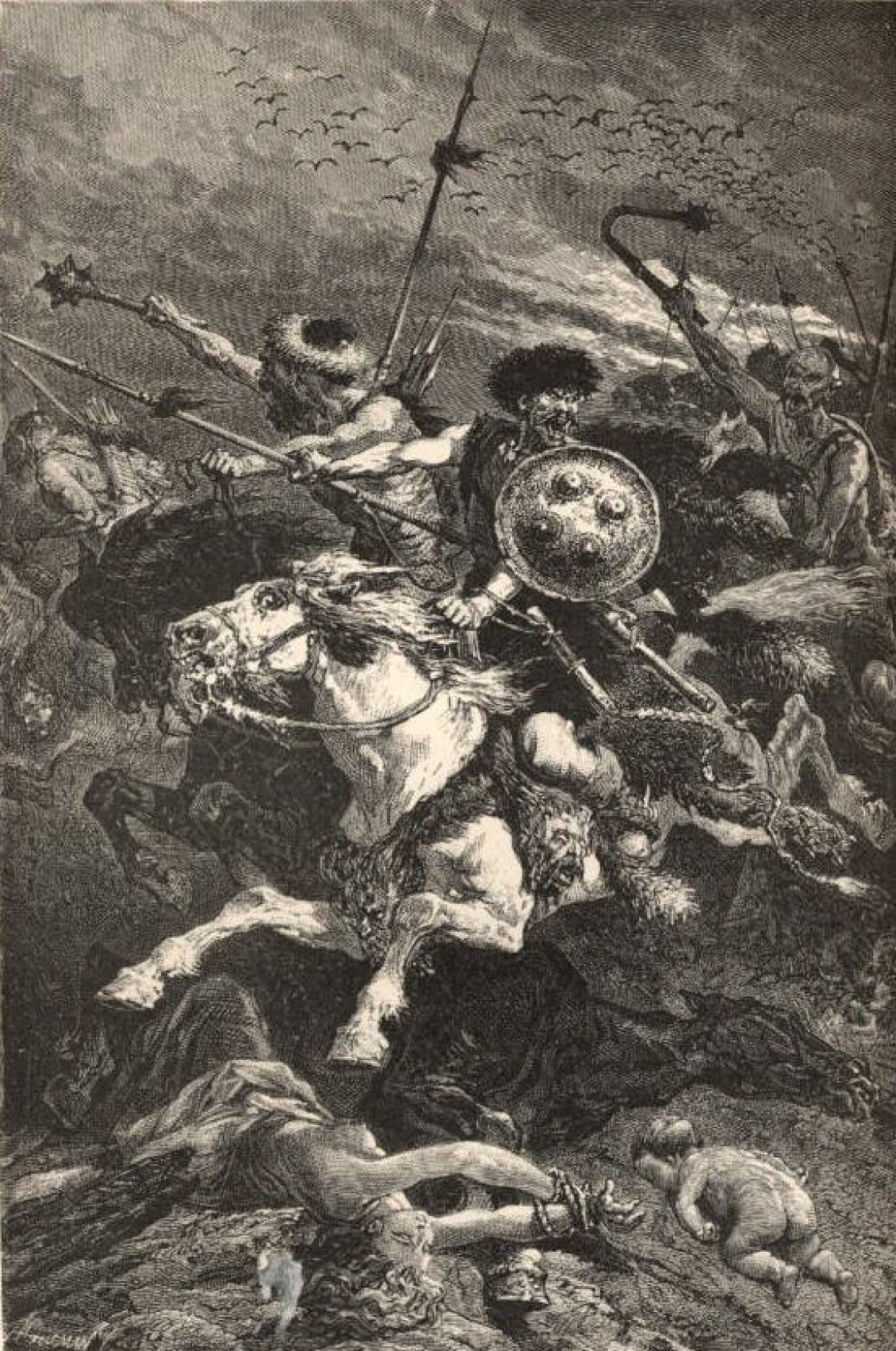
Batalia de la Chalons

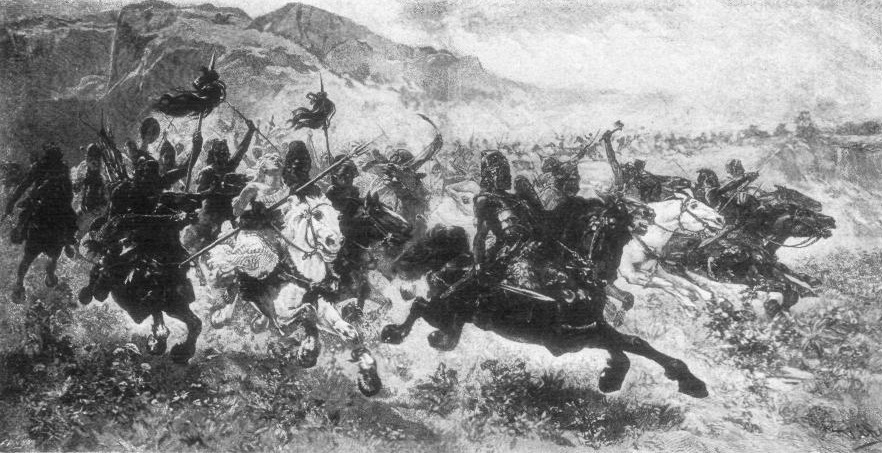
Invazia Italiei, pictură de Ulpiano Checa

### Invazia Romei

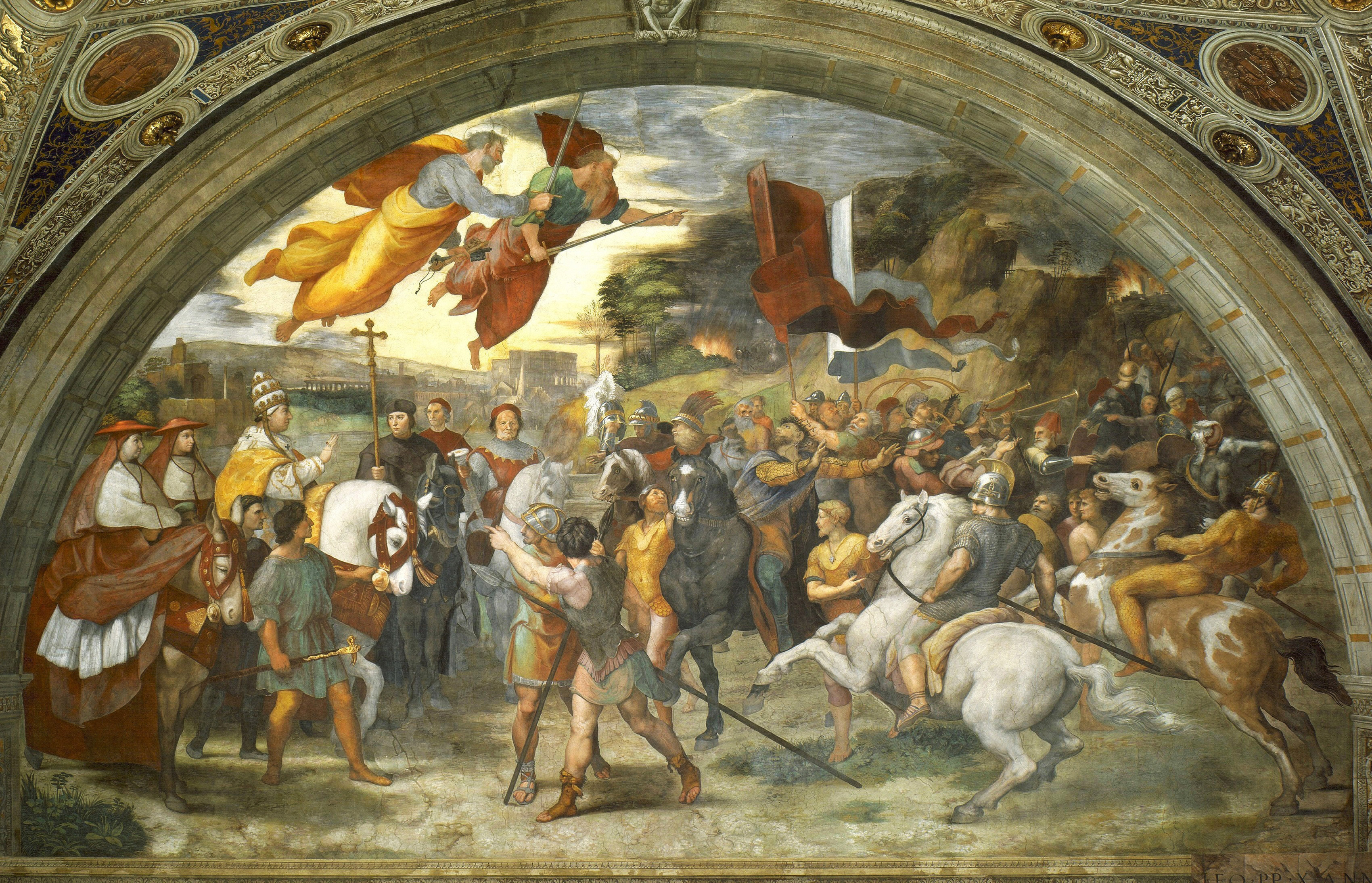
Attila și Papa Leon

## Moartea

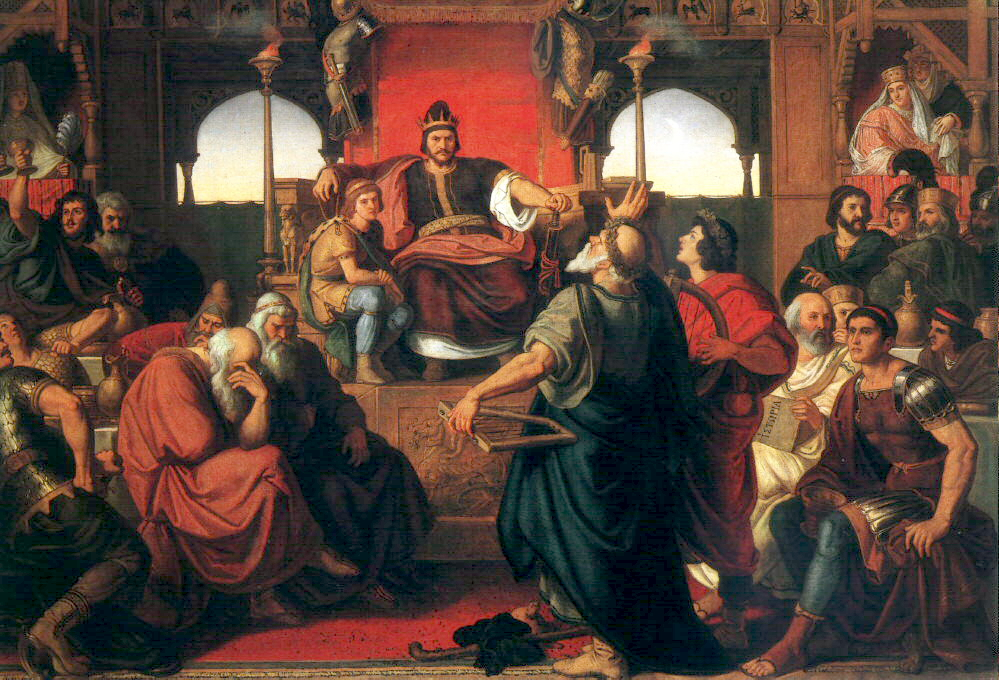
Festivitatea organizata de Attila

## Amintirea

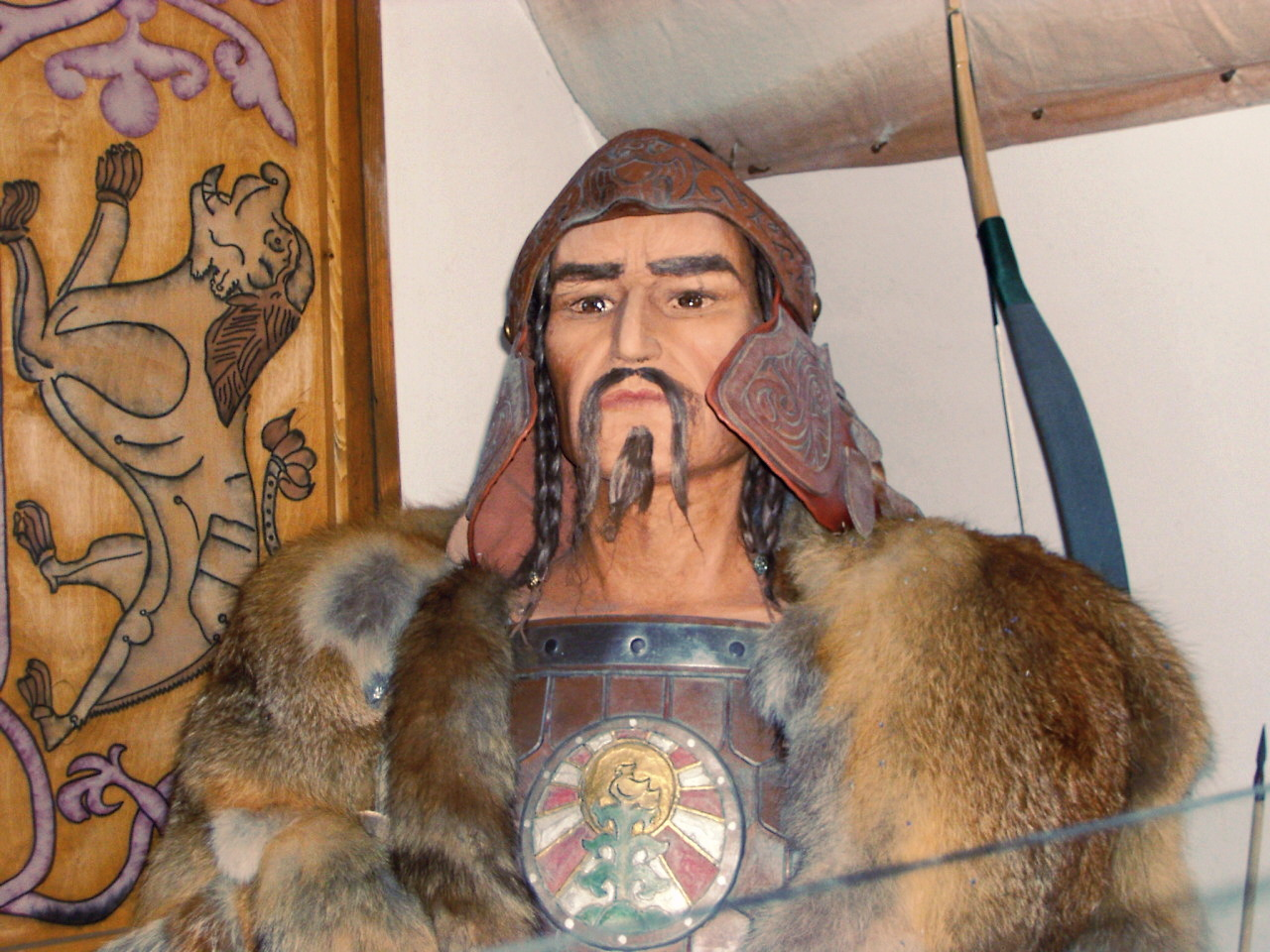
Chipul lui Attila